# Goryo Junki
Junki Goryo (五領 淳樹, sinh ngày 13 tháng 12 năm 1989) là một cầu thủ bóng đá người Nhật Bản thi đấu cho Kagoshima United FC.

## Thống kê câu lạc bộ
Cập nhật đến ngày 23 tháng 2 năm 2018.
| Thành tích câu lạc bộ | Thành tích câu lạc bộ | Thành tích câu lạc bộ | Giải vô địch | Giải vô địch | Cúp                   | Cúp                   | Tổng cộng | Tổng cộng |
| Mùa giải              | Câu lạc bộ            | Giải vô địch          | Số trận      | Bàn thắng    | Số trận               | Bàn thắng             | Số trận   | Bàn thắng |
| Nhật Bản              | Nhật Bản              | Nhật Bản              | Giải vô địch | Giải vô địch | Cúp Hoàng đế Nhật Bản | Cúp Hoàng đế Nhật Bản | Tổng cộng | Tổng cộng |
| --------------------- | --------------------- | --------------------- | ------------ | ------------ | --------------------- | --------------------- | --------- | --------- |
| 2012                  | Roasso Kumamoto       | J2 League             | 21           | 2            | 1                     | 0                     | 22        | 2         |
| 2013                  | Roasso Kumamoto       | J2 League             | 7            | 0            | 1                     | 0                     | 8         | 0         |
| 2014                  | Roasso Kumamoto       | J2 League             | 9            | 0            | 0                     | 0                     | 9         | 0         |
| 2015                  | Kagoshima United FC   | JFL                   | 27           | 4            | 0                     | 0                     | 27        | 4         |
| 2016                  | Kagoshima United FC   | J3 League             | 24           | 2            | 0                     | 0                     | 24        | 2         |
| 2017                  | Kagoshima United FC   | J3 League             | 21           | 4            | 0                     | 0                     | 21        | 4         |
| Tổng                  | Tổng                  | Tổng                  | 109          | 12           | 2                     | 0                     | 111       | 12        |